# Bancroft (Idaho)
Pour les articles homonymes, voir Bancroft.
Bancroft est une ville américaine située dans le comté de Caribou en Idaho.

## Démographie
| 1920 | 1930 | 1940 | 1950 | 1960 | 1970 |
| ---- | ---- | ---- | ---- | ---- | ---- |
| 374  | 403  | 406  | 495  | 416  | 366  |

| 1980 | 1990 | 2000 | 2010 | - | - |
| ---- | ---- | ---- | ---- | - | - |
| 505  | 393  | 382  | 377  | - | - |

Selon le recensement de 2010, Bancroft compte 377 habitants. La municipalité s'étend sur 0,65 mille carré (1,68 km2).